# Augustin-Charles Renouard

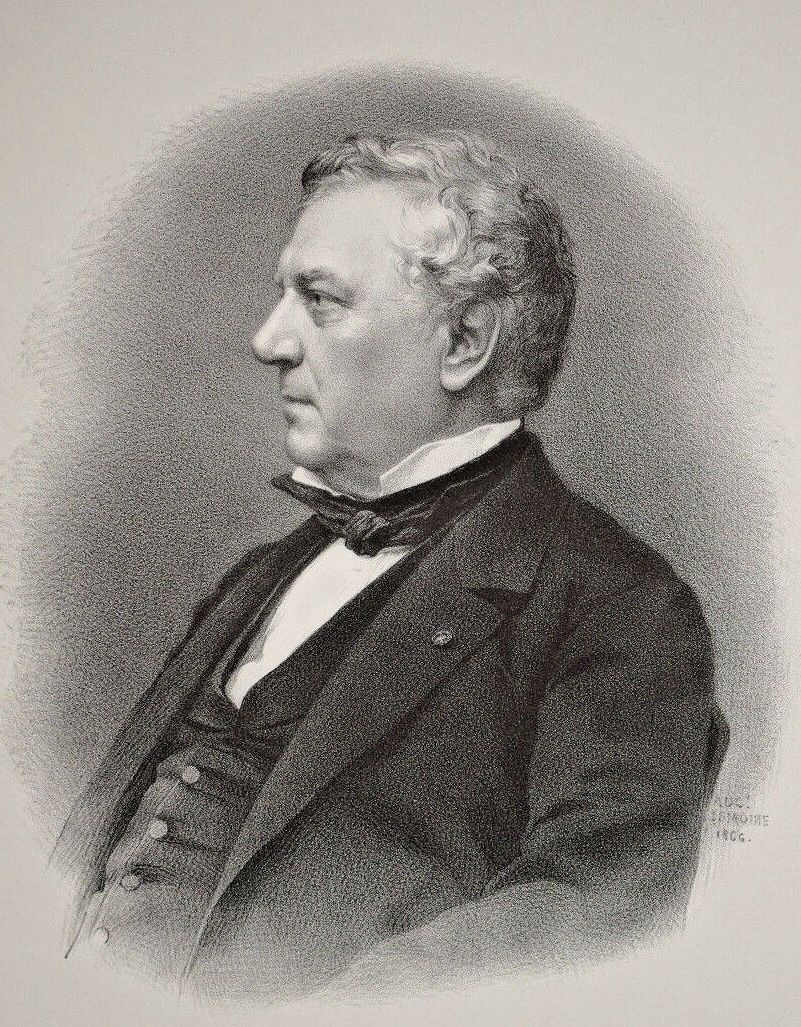
Augustin-Charles Renouard.

Augustin-Charles Renouard, född den 22 oktober 1794 i Paris, död den 17 augusti 1878 i L'Isle-Adam, var en fransk rättslärd. Han var son till Antoine-Augustin Renouard.
Renouard blev advokat i Paris och efter julirevolutionen statsråd (1830), ledamot av kassationsrätten (1839) och pär av Frankrike (1846). Först 1869 lämnade Renouard kassationsrätten; 1871 blev han generalprokurator inför densamma. Renouard författade Traité des droits des auteurs dans la litterature (1838-39), Traité des faillites et des banqueroutes (1842) och De l'impartialité (1874) med flera.